# دیوید پرت
دیوید پرت (انگلیسی: David Pratt; ۵ مارس ۱۸۹۶ – ۲۸ ژوئیهٔ ۱۹۶۷) یک مربی فوتبال اسکاتلندی بود.
از باشگاه‌هایی که در آن بازی کرده‌است می‌توان به باشگاه فوتبال برادفورد سیتی، باشگاه فوتبال سلتیک، باشگاه فوتبال لیورپول، باشگاه فوتبال بری، و باشگاه فوتبال یئوویل تاون اشاره کرد.